# Teletank

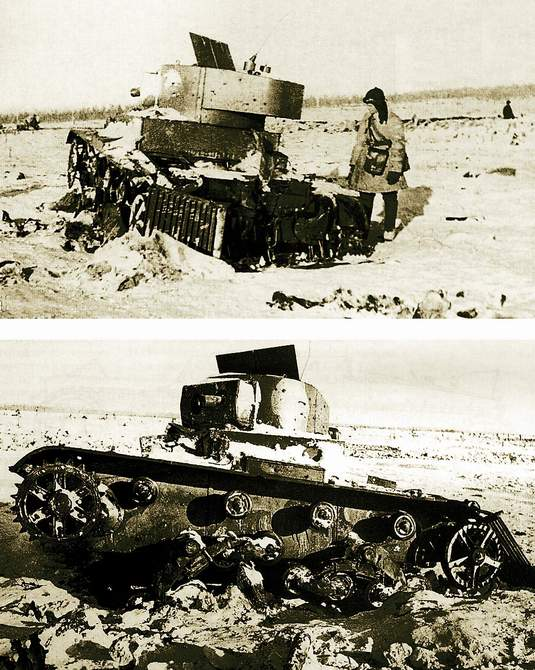
Teletank

I Teletank (in russo телетанк) furono una serie di carri armati senza equipaggio, teleguidati tramite collegamento radio, sviluppati in Unione Sovietica a partire dal 1930 fino agli inizi del 1940.

## Mezzi militari paragonabili
- Goliath (filoguidato)